# Geografia Sierra Leone

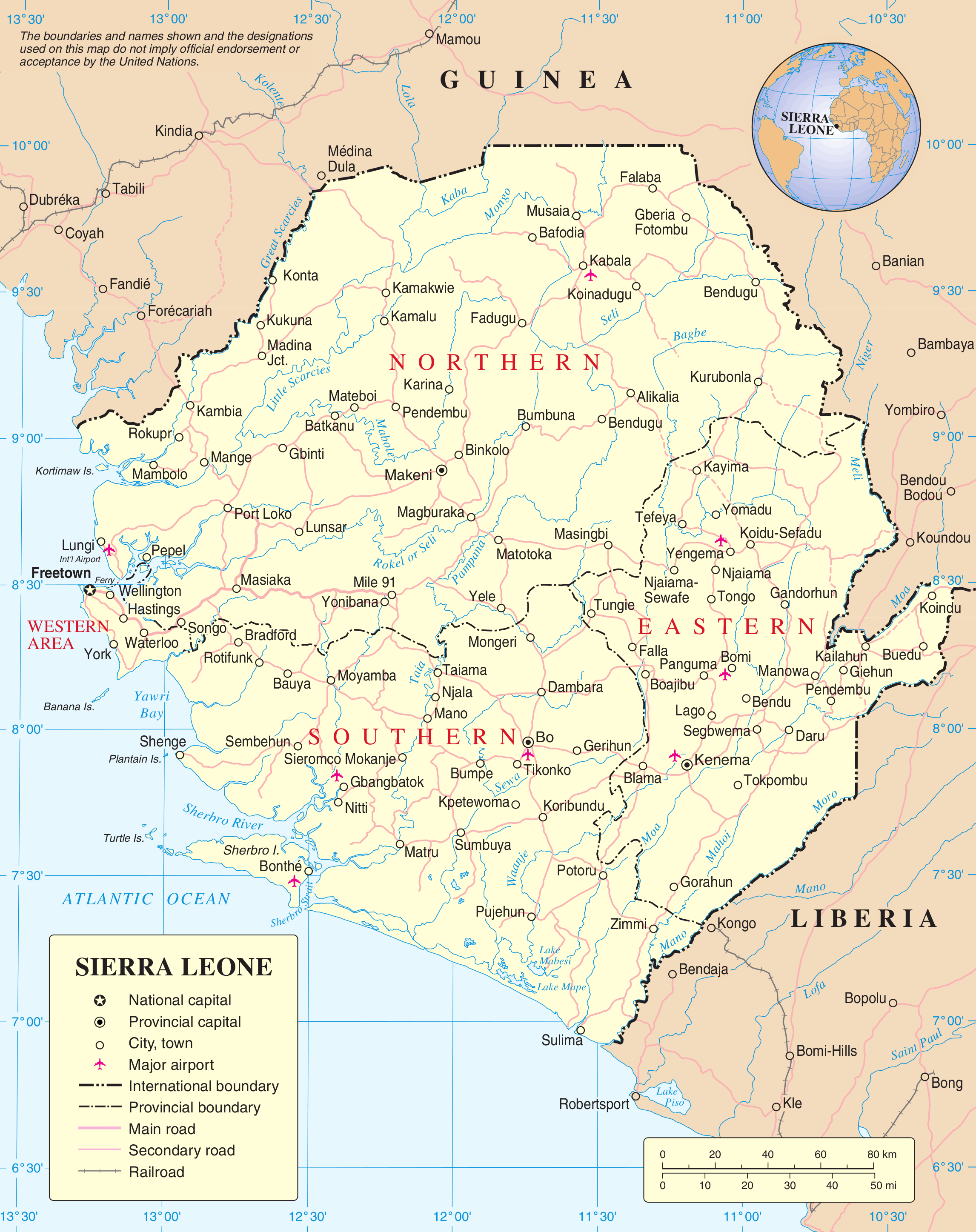
Mapa Sierra Leone

Sierra Leone jest niewielkim państwem leżącym w Afryce Zachodniej nad Oceanem Atlantyckim. Oryginalna nazwa kraju („Góry Lwie”), została nadana przez Portugalczyków, którzy przybyli na ziemie dzisiejszego Sierra Leone w XV wieku. Sto lat później pojawili się Brytyjczycy, którzy wyparli osadników portugalskich. Założyli oni osadę Freetown, która jest dziś stolicą kraju. Do 1961 roku Sierra Leone było kolonią brytyjską, potem kraj uzyskał niepodległość.

## Powierzchnia i granice
Powierzchnia – 71 740 km²
Skrajne punkty – północny 10°01'N, południowy 6°55'N, zachodni 13°08'W, wschodni 10°01'W. Kraj o owalnym kształcie, w swej rozciągłości południkowej ma 340 km, a w równoleżnikowej ma 315 km.
Sierra Leone graniczy z następującymi państwami:

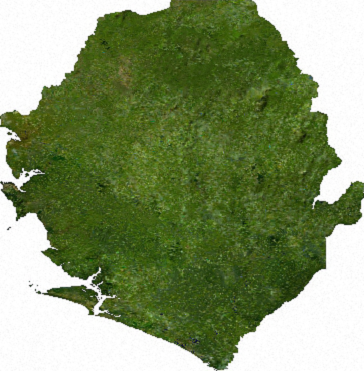
Mapa satelitarna kraju

- Gwinea – 652 km
- Liberia – 306 km

Linia brzegowa – 402 km

## Budowa geologiczna i rzeźba
Sierra Leone leży pomiędzy wybrzeżem Atlantyku a Wyżyną Gwinejską w głębi lądu oraz ujściami rzek Great Scarcies i Mano. Wybrzeże jest bardzo urozmaicone, licznie występują laguny, a także zatoki, estuaria i półwyspy. Największym półwyspem kraju jest górzysty Freetown, leżący w północnym odcinku wybrzeża. Blisko wybrzeży leży też kilka mniejszych i większych wysp, największą z nich jest Sherbro Island, którą od kontynentu oddziela wąska cieśnina.
Przeważającą część kraju zajmuje prekambryjska tarcza krystaliczna, zbudowana z granitów, gnejsów i łupków krystalicznych. Miejscami zalegają na niej utwory osadowe, także pochodzące z prekambru. Wzdłuż wybrzeża ciągną się warstwy skał osadowych pochodzących z czwartorzędu, w ich skład wchodzą żwiry, piaski i gliny. Wyjątek w budowie geologicznej stanowi półwysep Freetown, który jest zbudowany z prekambryjskiej intruzji gabrowo-norytowej.
Kraj jest stosunkowo nizinny. Wzdłuż wybrzeża ciągnie się szeroka nizina nadbrzeżna, która stopniowo przechodzi w rozległą równinę urozmaiconą zespołami wzgórz ostańcowych. Ponad połowa leży poniżej 150 m n.p.m. Obszary wyżynne zajmują wschodnią i północno-wschodnią część kraju, co stanowi powierzchnie około jednej trzeciej powierzchni Sierra Leone. Obszar wyżynny położony jest na wysokościach pomiędzy 300 a 600 m n.p.m. Powierzchnię wyżyny urozmaicają płaskie wzgórza oraz masywy górskie, zajmujące niewielką część kraju. Najwyższym szczytem Sierra Leone jest góra Bintumani o wysokości 1948 m n.p.m. Leży ona w masywie Loma.

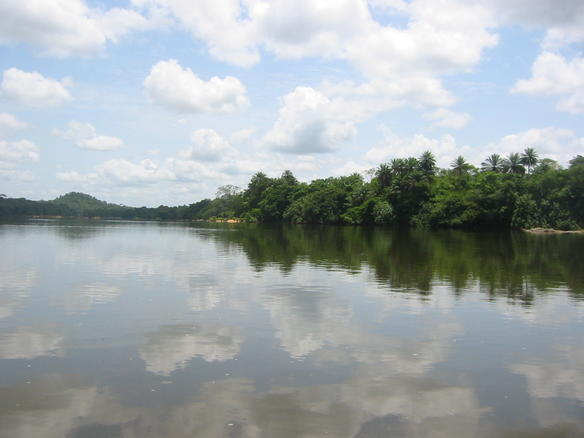
Tiwai Island

## Klimat
Terytorium Sierra Leone leży w większości w strefie klimatu podrównikowego wilgotnego. Natomiast nizina nadbrzeżna posiada cechy typowe dla klimatu równikowego wilgotnego, mimo iż najdalej na południe wysunięte obszary leżą w okolicach 7°N.
Klimat jest wilgotny lub bardzo wilgotny. Średnia wysokość opadów dla całego kraju wynosi 2000 mm rocznie. Na wybrzeżu i w strefie nadbrzeżnej opady w ciągu roku przekraczają wysokość 3000 mm. Maksymalnie dochodzą do 4000 mm. Rekord zanotowano na półwyspie Freetown – aż 5080 mm. Opady maleją w kierunku północno-wschodnim i wynoszą około 2000 mm. rocznie. W strefie nadbrzeżnej nie ma pory suchej, deszcze padają praktycznie codzienne, z nasileniem w okresie zenitalnym, czyli okres kwietnia i października. W głębi lądu występuje pora sucha, lecz nie znaczy to, że okres ten jest pozbawiony opadów, tak jak np. na terenach leżących dalej na północy. W regionach północnych pora sucha trwa pół roku od grudnia do kwietnia.
Sierra Leone zaliczane jest do krajów gorących, czyli takich gdzie przez cały rok średnie wartości temperatur wynoszą 25 °C i więcej. W strefie wybrzeża średnia roczna wynosi 27–28 °C, a w głębi lądu na obszarach wyżynnych około 25 °C. Poza wyżynnymi obszarami wartości przyjmują od 25 do 29 °C. W porze suchej jest goręcej niż czasie deszczów. Na północy kraju amplitudy temperatur są wyższe niż na wybrzeżu, gdzie tam z kolei nie ma prawie żadnych różnic w temperaturze na przestrzeni całego roku.
Charakterystyczną cechą klimatu Sierra Leone są częste i intensywne deszcze oraz duża liczba dni z burzami, zwłaszcza na wybrzeżu. Średnio notuje się około 100 dni z burzami. Inną cechą klimatu Sierra Leone są dość stabilne równikowe temperatury. Nie ma dni z upałami powyżej 30 °C, aczkolwiek temperatury w słońcu są wysokie. Przez cały rok utrzymuje się duża wilgotność, dotyczy to zwłaszcza wybrzeża.

## Wody
Z uwagi na bardzo wysokie opady sieć rzeczna kraju jest bardzo gęsta. Ani jedna rzeka nie jest okresowa. Rzeki Sierra Leone należą do zlewiska Oceanu Atlantyckiego. Wiele rzek ma szerokie ujścia zwane estuariami. Rzeki w swym górnym biegu wypływając z gór, posiadają liczne progi i wodospady. Najbardziej malownicze wodospady znajdują się na rzece Rokel.
Kraj odwadnia dziewięć głównych rzek, przy czym największy obszar zasilania mają Sewa, Little Scarcies i Rokel. Wszystkie te rzeki są żeglowne jedynie w swym dolnym biegu, dalej w głębi lądu, licznie występują progi. Poza tymi rzekami występuje wiele dopływów, te jednak używane są w zasadzie tylko przez ludność tubylczą. Oprócz rzek, głównym elementem wód są rozlewiska bagienne, występujące w sąsiedztwie rzek i jezior. W kraju co roku dochodzi do powodzi wywołanych obfitymi opadami deszczu.

## Gleby
W Sierra Leone przeważają żółte i żółtoczerwone gleby ferralitowe, zwane ferrasolami. Gleby te są poddawane intensywnymi procesom wymywania, poza tym warstwa glebowa w Sierra Leone jest uboga w składniki mineralne z licznymi konkrecjami żelazistymi.

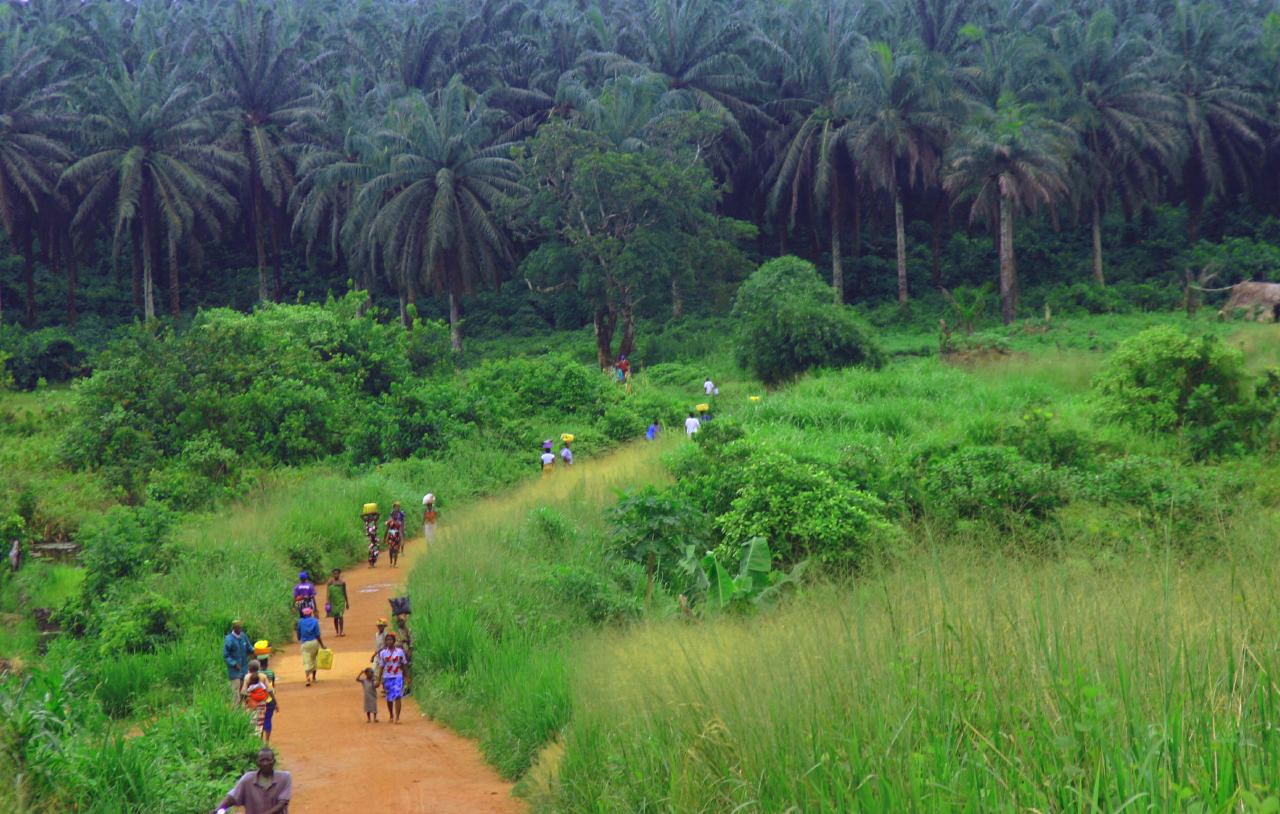
Wtórny las tropikalny

## Flora
Pierwotnie niemal cały kraj porośnięty był wiecznie zielonym lasem tropikalnym i jedynie na północy kraju występowały lasy w mozaice z wilgotnymi sawannami. Obecnie szata roślinna została znacznie przeobrażona przez działalność człowieka. Na południu zamiast pierwotnego lasu tropikalnego rośnie las wtórny z niskimi drzewami i krzewami. Lasy te urozmaicone są rozległymi terenami trawiastymi. W sumie lasy zajmują około 30% powierzchni kraju.
Połowę kraju zajmuje gęsta sawanna drzewiasta, gdzie miejscami rosną widne lasy tropikalne. Jednak i tam przyroda została przeobrażona. Po pierwsze las tropikalny sięgał dawniej niemal północnych granic kraju, po drugie wiele regionów zajmują uboższe sawanny i przede wszystkim użytki rolne jak pola i łąki o znacznej powierzchni. To właśnie rolnictwo jest w tym kraju główną przyczyną degradacji naturalnej szaty roślinnej.
Wzdłuż wybrzeża rosną lasy namorzynowe, choć nie wszędzie, oraz roślinność bagienna. Ta występuje zwłaszcza w rejonie rzek wraz z rosnącymi miejscami lasami galeriowymi.

## Fauna
Świat zwierząt nie jest tak wyniszczony jak szata roślinna. W kraju występuje ponad 100 gatunków ptaków i wiele gatunków gadów i płazów. Ze ssaków najczęściej występującym gatunkiem są małpy w sumie 11 gatunków. W północnej części kraju żyją antylopy. Wiele gatunków jest zagrożonych wyginięciem. Do rzadkości należą takie gatunki jak karłowate hipopotamy, słonie i lamparty.
W kraju istnieją jedynie dwa obszary chronione, o niewielkiej powierzchni 800 km². Są to Park Narodowy Outamba-Kilimi leżący w północno-zachodniej części kraju, oraz rezerwat zwierzęcy – Tiwai Island na rzece Moa.